# Joaquín Ortega
Ortega  Gascón est un nom espagnol. Le premier nom de famille, en général paternel, est Ortega ; le second, en général maternel, souvent omis, est Gascón.
Joaquín "Ximo" Ortega Gascón, né le 19 mars 1981 à Tabernes de Valldigna, est un coureur cycliste espagnol.

## Biographie
Contrôlé positif sur le Tour du Portugal 2010 (EPO), il est suspendu deux ans par l'UCI, soit jusqu'au 30 novembre 2012.

## Palmarès
- 2003
  - Trofeo Diputación de Alicante
  - 2e étape du Tour du Portugal de l'Avenir
  - 3e étape du Tour de la Communauté aragonaise
- 2004
  - 2e étape du Gran Premi Vila-real
  - 5e étape du Tour de la Communauté aragonaise
- 2005
  - 5e étape du Tour d'Alicante
- 2006
  -  Champion d'Espagne sur route "élites"
  - 3e étape du Tour de Castellón
- 2008
  - 3ea et 3eb (contre-la-montre par équipes) du Tour de Zamora
  - 1re (contre-la-montre par équipes) et 5eb étapes du Tour de Tenerife
- 2009
  - Trofeo Corte Inglès
  - Festival Ciclistica Comunidad de Valencia
  - Clásica Vela de Triana
- 2010
  - 6e étape du Tour du Portugal
- 2015
  - Trofeu Festes de Barxeta[2]
  - Gran Premio Juan José de Los Ángeles[3]
  - Trofeu Festes Populars de Llombai[4]
- 2016
  - Gran Premio Almussafes[5]
  - Trofeu Festes de Barxeta
- 2017
  - Trofeo Ciclocross Aiacor[6]

## Classements mondiaux
| Année           | 2005   | 2006 | 2007 | 2008   | 2009 | 2010 |
| --------------- | ------ | ---- | ---- | ------ | ---- | ---- |
| UCI Europe Tour | 1 134e |      |      | 1 289e |      | 515e |